# Rudolf Signer
Rudolf Signer (* 17. März 1903 in Herisau; † 1. Dezember 1990 in Gümligen; heimatberechtigt in Herisau) war ein Schweizer Chemiker.
Signer war der Sohn des Textilchemikers Jakob Signer und von Dorothea Agnes Scherrer. Er besuchte die Kantonsschule in St. Gallen und studierte ab 1921 bis 1925 Chemie an der ETH Zürich, um Lehrer zu werden. 1927 wurde er dort bei Hermann Staudinger promoviert. Von 1926 bis 1935 arbeitete er als Assistent und Privatdozent an der Universität Freiburg, an der er sich 1930 habilitierte. 1932/33 war er als Rockefeller-Stipendiat in Uppsala und Manchester. 1935 wurde er außerordentlicher und 1939 ordentlicher Professor für allgemeine und anorganische Chemie an der Universität Bern. Er war dort Direktor des chemischen Instituts beziehungsweise des Instituts für allgemeine und organische Chemie. In den Jahren 1943 und 1944 sowie von 1957 bis 1958 war er Dekan. Er wurde 1972 emeritiert.
Er befasste sich mit makromolekularer Chemie, besonders in Naturstoffen. 1938 vermass und beschrieb er die DNS, deren fadenförmige Struktur er erkannte. 1950 brachte er 15 g außergewöhnlicher reiner DNS nach London, wo er sie an interessierte Wissenschaftler verschenkte, darunter Maurice Wilkins. Die Röntgenstrukturanalysen, insbesondere das Foto 51 von Rosalind Franklin in Wilkins Labor ermöglichten im Jahr 1953 James Watson und Francis Crick die Aufklärung der Doppelhelixstruktur der DNS. Für diese Strukturbestimmung erhielten diese 1962 den Nobelpreis. Reste der DNS, die Signer aus dem Thymus von Kälbern gewann, sind heute am King’s College in London. Signer verfasste über 250 wissenschaftliche Publikationen und wurde mit der Lavoisier-Medaille ausgezeichnet.